# 湖北省沙洋监狱管理局
湖北省沙洋监狱管理局是湖北省司法厅下属的湖北省监狱管理局的分支机构。管理十余家监狱，分布于潜江、天门、钟祥及沙洋、京山等四市一县结合部，跨地面积2200平方千米，国土面积230平方千米。同时也是沙洋县的一个类似乡级单位。

## 管辖范围
2018年时，下辖十所监狱分别是：沙洋广华监狱、沙洋小江湖监狱、沙洋荷花垸监狱、沙洋漳湖垸监狱、沙洋熊望台监狱、沙洋汉津监狱、沙洋陈家山监狱、沙洋长林监狱、沙洋范家台监狱、沙洋平湖监狱。
作为类似乡级单位的沙洋监狱管理局下辖以下社区：广华监狱社区、小江湖监狱社区、荷花垸监狱社区、马良监狱社区、漳湖垸监狱社区、熊望台监狱社区、苗子湖监狱社区、范家台监狱社区、陈家山监狱社区、长林监狱社区、汉津监狱社区、沙洋公安局社区、沙洋人民法院社区、局机关服务中心社区和平湖监狱社区。